# Рівноапостольний
Рівноапо́стольний (грец. Ισαπόστολος, лат. aequalis apostolis) — лик православних святих, що особливо прославилися проповідуванням Євангелія й наверненням народів у християнську віру.

## РівноапостольніПравославної церкви
- Марія Магдалина — сподвижниця апостолів;
- Текля Іконійська — згідно з апокрифічними «Діяннями Павла і Фекли», учениця апостола Павла, що навернула в християнство безліч язичників у Селевкії Ісаврійській;
- Аверкій Єрапольський — єпископ Єрапольський (помер біля 200 року);
- Свята Ніна — просвітительниця Грузії;
- Костянтин І Великий і матір його Єлена;
- Сьомочисельники:
  - Кирило і Мефодій — просвітителі слов’ян;
  - Климент Охридський, Наум, Сава, Горазд і Ангеляр — учні Кирила й Мефодія;
- княгиня Ольга — перша княгиня Київської Русі, яка прийняла християнство;
- князь Володимир, який хрестив Київську Русь;
- Косма Етолійський
- Апфія Колосська